# Cyphomyrmex foxi
Cyphomyrmex foxi är en myrart som beskrevs av Andre 1892. Cyphomyrmex foxi ingår i släktet Cyphomyrmex och familjen myror. Inga underarter finns listade i Catalogue of Life.